# Jacob Bernays
Jacob Bernays (ur. 11 września 1824 w Hamburgu, zm. 1881 w Bonn ) – niemiecki filolog klasyczny, bibliotekarz.
Urodził się w rodzinie rabina Isaaca Bernaysa, jego bratem był historyk literatury Michael. W rodzinnym mieście uczył się m.in. w Johanneum, kończąc je w 1844 i w kwietniu tego roku wstąpił na Uniwersytet w Bonn, gdzie szczególny wpływ na jego rozwój naukowy miał tamtejszy wykładowca, filolog klasyczny Friedrich Ritschl. Studia ukończył doktoratem w 1848 i jeszcze tego samego roku habilitował się i został Privatdozentem w Bonn. W 1854 objął posadę wykładowcy filologii klasycznej we wrocławskim Żydowskim Seminarium Teologicznym, jednocześnie wykładając na Uniwersytecie Wrocławskim. W 1865 został członkiem korespondentem Pruskiej Akademii Nauk, a w 1866 powrócił do Bonn na stanowisko profesora nadzwyczajnego kierującego uczelnianą biblioteką i pozostał na nim do śmierci .  

## Wybrane publikacje Bernaysa
- Die Lebensbeschreibung des J.J. Scaliger (1855)
- Über das Phokylideische Gedicht (1856)
- Grundzüge der verlorenen Abhandlung des Aristoteles über Wirkung der Tragödie. Breslau, Eduard Trewendt, 1857.
- Die Chronik des Sulpicius Severus (1861)
- Die Dialoge des Arystoteles im Verhältniss zu seinen übrigen Werken (1863)
- Theophrastos' Schrift über Frömmigkeit (1866)
- Die Heraklitischen Briefe (1869)
- Aristoteles' Politik. Erste, zweites und drittes Buch. Mit erklärenden Zusätzen ins Deutsche übertragen (1872), Online
- Lucian und die Cyniker (1879)
- Zwei Abhandlungen über die Aristotelische Theorie des Dramas (1880).
- Phokion und seine neueren Beurtheiler (1881)